# Мария Мерседес
«Мари́я Мерсе́дес» (исп. María Mercedes) — мексиканский 82-серийный сериал 1992 года производства Televisa.

## Сюжет
Мария Мерседес Муньос — молодая неграмотная девушка из многодетной семьи, которая живёт в бедном квартале и содержит своих братьев Мемо и Андресито и свою сестру Росарио, поскольку её отец Мануэль — алкоголик, который хотя и работает, но всю свою зарплату тратит на спиртное, и из-за пагубного пристрастия к спиртному стал инвалидом. Всю ответственность он переложил на Марию Мерседес, чтобы та содержала как его, так и своих братьев и сестру. Она пытается заработать как можно больше денег, для этого она продаёт лотерейные билеты на улице, и ей всегда удавалось прокормить семью. Мать Марии Мерседес бросила семью, когда она была ещё маленькой, но та запомнила её и, по-прежнему, любит. Её сестра Росарио не очень добрая девушка и не ценит того, что сестра для неё делает. Росарио мечтает о лучшей жизни и всегда недовольна собой и своим нищенским положением. Мария Мерседес дарит всю свою заботу братьям и сестре, чтобы те успешно окончили учёбу и стали порядочными людьми.
Сантьяго дель Ольмо является миллионером и владельцем самого красивого особняка в одном из лучших районов Мехико. Размышляя о своем наследстве, Сантьяго понимает, что его невестка Мальвина — очень жадная женщина, которая способна прибрать к рукам всё его состояние, но он этого не хочет. Сантьяго знал Марию Мерседес, знал, что она бедна и продавала лотерейные билеты. Он предлагал ей брак, чтобы оставить Мальвину без наследства. Но Мальвина была коварна и скоро довела Сантьяго дель Ольмо до смерти.
Мария Мерседес влюбилась в Хорхе Луиса. Хорхе Луис ничего не хочет знать о женщинах после убийства его первой жены Дианы у ворот церковного собора, совершённого её бывшим любовником Элиасом Каррильо. Бог не простил Элиасу убийства: скрываясь от преследования на автомобиле, его автомобиль остановился на железнодорожных путях, и на него налетел поезд, смял его, и Элиас погиб. После смерти Сантьяго, Хорхе Луис и Мария Мерседес решили сблизиться и жить гражданским браком, но этот союз решает разрушить Мальвина, говоря Марии Мерседес, что Хорхе Луис болен, а ему говоря, что у Марии Мерседес психическое заболевание. Но в конце сюжета Хорхе Луис и Мария Мерседес все же женятся и венчаются в Церкви Девы Марии Гваделупской.

## Создатели сериала

### В ролях
- Талия (Thalía) — Мария Мерседес Муньос
- Артуро Пениче (Arturo Peniche) — Хорхе Луис дель Олмо
- Кармен Салинас (Carmen Salinas) — Филогония
- Лаура Сапата (Laura Zapata) — Мальвина дель Олмо
- Ники Монделини (Nicky Mondellini) — Мистика
- Карла Альварес (Karla Álvarez) — Росарио Муньос
- Кармен Амескуа (Carmen Amezcua) — Дигна дель Олмо
- Мече Барба (Meche Barba) — Чонита
- Габриэла Гольдсмит (Gabriela Goldsmith) — Магнолия
- Фернандо Чангеротти (Fernando Ciangherotti) — Сантьяго де Олмо
- Фернандо Колунга (Fernando Colunga) — Чичо
- Луис Урибе (Luis Uribe) — Мануэль Муньос
- Роберто Бальестерос (Roberto Ballesteros) — Корделио Кордеро Мансо
- Роса Кармина (Rosa Carmina) — Роса
- Диана Гольден (Diana Golden) — Фабиола
- Эванхелина Соса (Evangelina Sosa) — Канделария «Канди»
- Хайме Морено (Jaime Moreno) — Родольфо
- Ребека Манрикес (Rebeca Manríquez) — Хуста
- Роберто «Флако» Гусман (Roberto «Flaco» Guzmán) — Тео Харочо
- Луис Химено (Luis Gimeno) — Себастьян
- Рауль Падилья (Raúl Padilla) — Архемиро Чупес Камачо
- Патрисия Навидад (Patricia Navidad) — Ирис
- Россана Сан Хуан (Rossana San Juan) — Сафиро
- Ари Тельч (Ari Telch) — Карлос Урбина
- Аурора Молина (Aurora Molina) — Наталия
- Вирхиния Гутьеррес (Virginia Gutiérrez) — Бланка
- Пакита Ла дель Баррио (Paquita la del Barrio) — Пакита
- Сара Монтес (Sara Montes) — Ребека
- Рафаэль Вильяр (Rafael Villar) — Рикардо
- Артуро Гарсиа Тенорио (Arturo García Tenorio) — Рогасиано Латас
- Ирланда Мора (Irlanda Mora) — Пас
- Куко Санчес (Cuco Sánchez) — Хенаро
- Давид Остроски (David Ostrosky) — доктор Муньос
- Альберто Инсуа (Alberto Inzúa) — адвокат Марио Порталес
- Ванесса Анхерс (Vanessa Angers) — Беренисе
- Сильвия Каос (Silvia Caos) — Альма, медсестра в психиатрической клинике
- Долорес Саломон (Dolores Salomón) — Лудовина
- Марко Уриель (Marco Uriel) — Адольфо
- Гильермо Муррай (Guillermo Murray) — доктор Карбахаль
- Густаво Рохо (Gustavo Rojo) — доктор Перес
- Хайме Лосано (Jaime Lozano) — доктор Диас
- Эктор дель Пуэрто (Héctor del Puerto) — Томас, служащий в адвокатской конторе Марио Порталеса, а после его смерти, Андреса Гомеса Порталеса
- Эктор Гомес (Héctor Gómez) — Чаплин
- Хулио Уррета (Julio Urreta) — Наполеон
- Энрике Марин (Enrique Marine) — Гильермо «Мемо» Муньос
- Рикардо Вера (Ricardo Vera) — адвокат Андрес Гомес Порталес
- Сильвия Кампос (Sylvia Campos) — Диана Сан Роман, невеста Хорхе Луиса дель Олмо
- Элия Доменсайн — директор
- Лусеро Ландер (Lucero Lander) — Карин
- Виктор Вера (Víctor Vera) — судья регистрационной конторы
- Америка — Габриэла
- Джаннет Кандиами — Глория
- Карлос Коррес — Аматео
- Мануэль Д'Флон — Ласаро
- Марсела Фигуроа (Marcela Figueroa) — Сара
- Паола Харера — Мирна
- Мигель Гарса (Miguel Garza) — Эстебан
- Альфредо Гутьеррес (Alfredo Gutiérrez) — Андрес «Андресито» Муньос (в ряде источников указано Артуро)
- Артуро Лорка (Arturo Lorca) — Габриэль
- Эрика Олива (Erika Oliva) — Арасели
- Карлос Роцинхер (Carlos Rotzinger) — Омар
- Ирма Торрес (Irma Torres) — няня Крус (согласно просмотру телесериала; в ряде источников указано героиня Руби)
- Хавьер Хименес — Эрнан
- Хосе Луис Гонсалес и Карраско (в титрах — Luis Glez y Carrasco) — Доктор Сальвадор Торрес[1]
- Агустин Лопес Савала (Agustin Lopez Zavala) — адвокат Альберто
- Аарон Беас (Aarón Beas) — Мартин
- Юла Посо (Yula Pozo) — Лусинда
- Флавио Пениче (Flavio Peniche) — кутюрье
- Густаво Мунгия (Gustavo Munguía) — официант
- Марта Самора (Marta Zamora) — Эрминия, сотрудница исправительной колонии по делам несовершеннолетних
- Эдуардо Ривера (Eduardo Rivera) — Луис
- Хорхе Гранильо (Jorge Granillo) — Хорхе «Бургер»
- Армандо Франко (Armando Franco) — Элиас Каррильо
- Тито Ливио Бакаррин (Tito Livio Baccarin) — Клаво
- Мария Эухения Риос (Maria Eugenia Rios) — директор исправительной колонии по делам несовершеннолетних
- Ева Кальво (Eva Calvo) — Вирхиния
- Фернандо Мансано (Fernando Manzano) — полицейский
- Эдуардо Линьян (Eduardo Liñan) — агент
- Лина Мишель (Lina Michelle)

### Административная группа
- оригинальный текст — Инес Родена
- авторы сценария и телевизионной версии — Карлос Ромеро, Вивиан Песталоцци
- литературное издание — Росарио Велисия
- литературная координация — Мария Луиса Солис
- режиссёр-постановщик — Беатрис Шеридан
- режиссёр по месту съёмок — Карлос Герра
- режиссёр по диалогам актёров — Сильвия Каос
- оператор-постановщик — Антонио Асеведо
- монтажёр-постановщик — Хосе Пита Мартинес
- художники-парикмахеры — Гуадалупе Барсенас, Диана Бургос
- костюмы для съёмок — компания Televisa San Angel
- композиторы — Пако Наваррете (в титрах — Франсиско Наваррете), Хосе Антонио «Потро» Фариас
- вокал — Талия
- автор текста песни к музыкальной заставке — Вивиана Пимштейн
- редактор — Адриан Фрутос Маса
- руководители производства — Федерико Аларкон (начальник), Натальи Лартильеикс (по местоположению)
- ассистенты продюсера — Элисабет Саласар, Родриго Роман, Аминтия Торрес, Алехандро Сотело
- дрессировщики животных на съёмках — Ларри Касанова, Хуан Карлос Мендоса
- составители — Дульсе Веласкес, Анхелес Ортис, Патрисия Кано
- характеристика — Лупелена Гойнече, Лидия Идальго
- сценография — Хуан Антонио Сагредо, Пилар Кампос
- продюсеры — Валентин Пимштейн (генеральный продюсер), Сальвадор Мехия Алехандре (ассоциированный продюсер), Карлос Сотомайор (генеральный продюсер в Нью-Йорке), Вероника Пимштейн

## Награды и премии
Телесериал Мария Мерседес был 10 раз номинирован на премию TVyNovelas, из которых победу одержали 6 номинаций, к тому же он же был номинирован трижды на премии Bravo, El Heraldo и Eres и все трижды он победил. Всего по результатам 4 премий, телесериал Мария Мерседес победил в 9 номинациях.

## Дубляж на русский язык
На русский язык телесериал был дублирован трижды: сначала была озвучена версия, для показа за пределами Мексики, которая была короче оригинальной версии и вырезанными сюжетами, но были обнаружены кучу ошибок при дубляже (например, в 1-й серии актриса дубляжа говорившая голосом Мальвины дель Ольмо, когда венчались Хорхе Луис и Диана Сан Роман перед убийством последней, назвала вместо Проклятый Сантьяго, Проклятый Элиас). Вскоре после этой версии, была сделана аналогичная международная версия без дубляжа, но с русскими субтитрами. Вскоре после этого, была озвучена полная оригинальная версия, состоящая из 82-х серий двумя частными женщинами-переводчицами, которые озвучили все мужские и женские роли и выложили в интернет, правда в этой версии дубляжа по ходу просмотра телесериала присутствует ненормативная лексика. Обе версии телесериала были переведены и озвучены частными переводчиками и переводчицами, а версия с русскими субтитрами была подготовлена частными художниками-титровальщиками.

## Отзывы
Журнал «Сериал» поставил телесериалу оценку 4 звезды и 5, отметив, что из трилогии о Марии, в который также входят «Маримар» и «Мария из предместья», сериал «Мария Мерседес» пользовался наименьшим успехом. Как выразился обозреватель журнала, «может быть, потому, что истории про бедных и чумазых зрителю надоели, а может быть, им хватило сполна подобного сюжета с участием Вероники Кастро».